# Esqueleto de Roc de Marsal

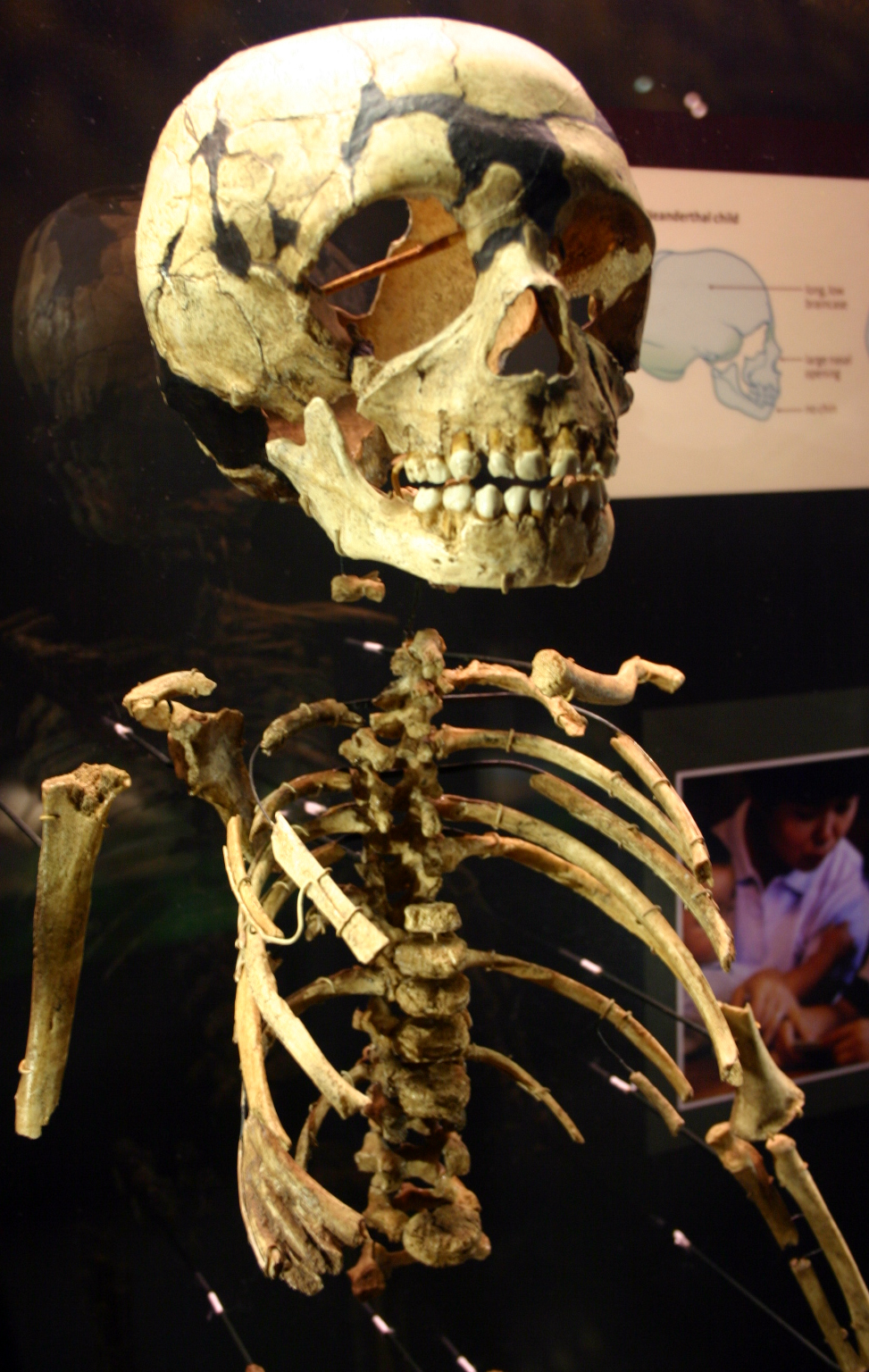
Réplica que muestra la cabeza y tórax del esqueleto de Roc-de-Marsal ensamblados.

El esqueleto de Roc de Marsal (a veces bajo la grafía Roc-de-Marsal) es un esqueleto parcial fósil de un infante de Homo neanderthalensis encontrado en el yacimiento paleoantropológico musteriense de Roc de Marsal, en el departamento de la Dordoña (Francia) en 1961 por Jean Lafille y que se ha datado con una antigüedad que oscila entre 60 y 70 mil años.
La primera descripción publicada del conjunto de fósiles fue realizada el año siguiente del hallazgo por su descubridor, Jean Lafille, el arqueólogo que llevaba más de tres años a cargo de las excavaciones y por el prehistoriador François Bordes, entonces director del organismo Antiquités Préhistoriques d’Aquitaine.
Los restos se encontraron en buen estado y así se conservan en el Museo Nacional de Prehistoria de Eyzies, Les Eyzies-de-Tayac, Francia.

## Descripción
El esqueleto conserva parte del cráneo y parte de los huesos postcraneales, principalmente los largos y parte de la columna vertebral. Las características generales son propias de neandertal, pero en muchas de ellas no se aprecian, como por ejemplo el torus orbital, lo que podría ser debido a la corta edad del individuo a su muerte, entre 30 y 48 meses, según las primeras estimaciones, aunque posteriormente se ha concretado en unos dos años y cinco meses.

## Enterramiento
El esqueleto se encontró como parte de lo que podría ser un enterramiento, aunque no se puede asegurar ya que en los trabajos de extracción se alteraron todos los elementos de forma que se dificulta su estudio, en una fosa casi cuadrada de 90 por 70 centímetros orientada norte-sur, con la cabeza hacia el norte. En ella se hallaron gran cantidad de objetos: huesos y dientes de mamíferos e industria lítica musteriense.
A diferencia de otros enterramientos neandertales, este no tenía restos de ocre rojo y la pigmentación la recibía del terreno de la fosa y la caliza amarilla con la que fue tapada.